# Resolutie 115 Veiligheidsraad Verenigde Naties
Resolutie 115 van de Veiligheidsraad van de Verenigde Naties werd unaniem door de Veiligheidsraad van de Verenigde Naties aangenomen op 20 juli 1956.

## Inhoud
De Veiligheidsraad had het verzoek van Marokko om VN-lid te worden bestudeerd, en beval de Algemene Vergadering aan om Marokko het lidmaatschap van de Verenigde Naties te verlenen.

## Verwante resoluties
- Resolutie 109 Veiligheidsraad Verenigde Naties (16 landen)
- Resolutie 112 Veiligheidsraad Verenigde Naties (Soedan)
- Resolutie 116 Veiligheidsraad Verenigde Naties (Tunesië)
- Resolutie 121 Veiligheidsraad Verenigde Naties (Japan)

Lijst ·  111 ·  112 ·  113 ·  114 ·  115 ·  116 ·  117 ·  118 ·  119 ·  120 ·  121